# Kupusina, Velika Plana
Kupusina (izvirno srbsko Купусина) je naselje v Srbiji, ki upravno spada pod Občino Velika Plana; slednja pa je del Podonavskega upravnega okraja.

## Demografija
V naselju živi 226 polnoletnih prebivalcev, pri čemer je njihova povprečna starost 45,6 let (42,5 pri moških in 49,1 pri ženskah). Naselje ima 86 gospodinjstev, pri čemer je povprečno število članov na gospodinjstvo 3,10.
To naselje je, glede na rezultate popisa iz leta 2002, večinoma srbsko, a v času zadnjih treh popisov je opazno zmanjšanje števila prebivalcev.
|  |

| Demografija | Demografija     | Demografija     |
| Leto        | Št. prebivalcev | Št. prebivalcev |
| ----------- | --------------- | --------------- |
|             |                 |                 |
|             |                 |                 |
|             |                 |                 |
|             |                 |                 |
| 1948        | 644             |                 |
| 1953        | 603             |                 |
| 1961        | 538             |                 |
| 1971        | 476             |                 |
| 1981        | 395             |                 |
| 1991        | 366             | 328             |
| 2002        | 292             | 267             |
|             |                 |                 |

| Etnična sestava po popisu iz leta 2002 | Etnična sestava po popisu iz leta 2002 | Etnična sestava po popisu iz leta 2002 | Etnična sestava po popisu iz leta 2002 | Etnična sestava po popisu iz leta 2002 |
| -------------------------------------- | -------------------------------------- | -------------------------------------- | -------------------------------------- | -------------------------------------- |
| Srbi                                   | Srbi                                   |                                        | 266                                    | 99,62%                                 |
| Slovenci                               | Slovenci                               |                                        | 1                                      | 0,37%                                  |
| Neznano                                | Neznano                                |                                        | 0                                      | 0,0%                                   |